# Velo d'Astico
Velo d'Astico es un municipio italiano de 2350 habitantes de la provincia de Vicenza (región de Véneto). 

## Demografía
| Gráfica de evolución demográfica de Velo d'Astico entre 1861 y 2001 |
|                                                                     |
| fuente ISTAT - elaboración gráfica a cargo de Wikipedia             |